# Équipe de France féminine de basket-ball en 2007
En cette année 2007, l'équipe de France joue le Championnat d'Europe de basket-ball féminin 2007 en Italie.

## Une année en bleu
Pour cette nouvelle année en bleu, des changements ont eu lieu à la tête de l'équipe. En effet, Alain Jardel, le sélectionneur en poste depuis 1997, a été remplacé en décembre 2006 par un de ses anciens assistant, Jacques Commères. Celui-ci s'entoure de  Pierre Vincent, Anna Kotocova et Frédéric Aubert. La saison de l'équipe de France débute le 29 mai avec un stage à Biarritz. À cette occasion le groupe, privé de Emmanuelle Hermouet sur blessure (rupture des ligaments croisés depuis la finale de la coupe de France le 13 mai 2007), accueille Sabrina Reghaissa pour la remplacer.
C'est ensuite un nouveau stage de 3 jours, du 2 au 5 juillet, à Paris cette fois. Le premier match, lui, a eu lieu le 11 août face à la Suède. À l'issue de la victoire française, Commères a annoncé qu'il réduisait son groupe de 19 à 16 joueuses, se séparant de Caroline Aubert, Fatimatou Sacko et de Amélie Pochet.
À l'issue de deux matchs victorieux dans le Nord face à une sélection australienne privée de certains de ses éléments clés (Lauren Jackson, Penelope Taylor), le groupe est réduit aux douze joueuses sélectionnées pour l'Eurobasket, c'est donc Élodie Bertal qui sera la dernière écartée.

## Les matches
| Date               | Lieu          | Adversaire         | Score          | Compétition | Meilleures marqueuse (France)                 |
| ------------------ | ------------- | ------------------ | -------------- | ----------- | --------------------------------------------- |
| 11 août 2007       | Alpe d'Huez   | Suède              | V 83 - 57      | A           | Edwige Lawson (17)                            |
| 17 août 2007       | Aix-les-Bains | Lituanie           | V 74 - 51      | A           | Céline Dumerc et Sandra Le Dréan (11)         |
| 18 août 2007       | Aix-les-Bains | République tchèque | D 61 - 70      | A           | Audrey Sauret-Gillespie et Edwige Lawson (11) |
| 19 août 2007       | Aix-les-Bains | Russie             | D 70 - 74      | A           | Isabelle Yacoubou (17)                        |
| 31 août 2007       | Rīga          | Lettonie           | V. 65 - 54     | A           | Isabelle Yacoubou (14)                        |
| 1er septembre 2007 | Rīga          | Espagne            | D. 67 - 73     | A           | Isabelle Yacoubou et Edwige Lawson (10)       |
| 2 septembre 2007   | Rīga          | Chine              | V. 67 - 61     | A           | Sandra Dijon (15)                             |
| 6 septembre 2007   | Lille         | Australie          | V. 75 - 52     | A           | Émilie Gomis (13)                             |
| 7 septembre 2007   | Denain        | Australie          | V. 78 - 61     | A           | Émilie Gomis (17)                             |
| 14 septembre 2007  | Cervia        | Allemagne          | V. 58 - 52 a.p | A           |                                               |
| 16 septembre 2007  | Cervia        | Serbie             | D. 65 - 72     | A           |                                               |
| 18 septembre 2007  | Cervia        | Italie             | V. 61 - 51     | A           |                                               |
| 24 septembre 2007  | Chieti        | Grèce              | V. 58 - 50     | CE          |                                               |
| 25 septembre 2007  | Chieti        | Russie             | D. 59 - 63     | CE          |                                               |
| 26 septembre 2007  | Chieti        | Italie             | V. 64 - 48     | CE          |                                               |
| 29 septembre 2007  | Ortona        | Biélorussie        | V. 72 - 60     | CE          |                                               |
| 1er octobre 2007   | Ortona        | Espagne            | D. 53 - 63     | CE          |                                               |
| 3 octobre 2007     | Ortona        | Serbie             | V. 68 - 60     | CE          |                                               |
| 4 octobre 2007     | Chieti        | Lettonie           | D. 62 - 66     | CE          |                                               |
| 6 octobre 2007     | Chieti        | Lituanie           | D. 65 - 67     | CE          |                                               |
| 7 octobre 2007     | Chieti        | Belgique           | D. 63 - 72     | CE          |                                               |

D : défaite, V : victoire, AP : après prolongation
A : match amical, CE : Eurobasket 2007

## L'équipe
- Sélectionneur : Jacques Commères
- Assistants :  Pierre Vincent, Anna Kotocova et Frédéric Aubert

| Poste      | Joueuse                 | Nombre matchs | Nombre points | Club(s) 2007                     |
| ---------- | ----------------------- | ------------- | ------------- | -------------------------------- |
| Ailière    | Krissy Badé             |               |               | Valenciennes                     |
| Arrière    | Clémence Beikes         |               |               | Tarbes                           |
| Intérieure | Sandra Dijon            |               |               | Montpellier                      |
| Meneuse    | Céline Dumerc           |               |               | CJMBB Bourges                    |
| Arrière    | Émilie Gomis            |               |               | Valenciennes                     |
| Intérieure | Sandrine Gruda          |               |               | Valenciennes, UMMC Ekaterinbourg |
| Meneuse    | Edwige Lawson-Wade      |               |               | CSKA Samara                      |
| Ailière    | Sandra Le Dréan         |               |               | USK Prague                       |
| Intérieure | Emmeline NDongue        |               |               | CJMBB Bourges                    |
| Intérieure | Sabrina Reghaissa       |               |               | Montpellier                      |
| Arrière    | Audrey Sauret-Gillespie |               |               | UMMC Iekaterinbourg, Tarante CB  |
| Intérieure | Isabelle Yacoubou       |               |               | Tarbes                           |
| Intérieure | Élodie Bertal           | 7             | 35            | Montpellier                      |
| Intérieure | Élodie Godin            | 0             | 0             | Valenciennes                     |
| Ailière    | Emmanuelle Hermouet     | 0             | 0             | Valenciennes                     |
| Meneuse    | Caroline Kœchlin-Aubert | 1             | 3             | USO Mondeville                   |
| Arrière    | Florence Lepron         | 3             | 7             | CJMBB Bourges                    |
| Arrière    | Amélie Pochet           | 0             | 0             | USO Mondeville                   |
| Ailière    | Géraldine Robert        | 3             | 7             | Villeneuve-d'Ascq                |
| Intérieure | Fatimatou Sacko         | 0             | 0             | Villeneuve-d'Ascq                |

## Sources et références
1. ↑  (fr) Dépêche AFP sur RFI, 18 décembre 2006
2. ↑  (fr) Présentation sur basquetebol.org
3. ↑  (fr) La campagne des bleues sur le site de la FFBB
4. ↑   (fr) Blog de Sandra LeDréan
5. ↑  (fr) annonce sur le site de la fédération, 9 juillet 2007
6. ↑  (fr) annonce sur le site de la fédération, 12 août 2007
7. 1 2  (fr) annonce officielle
8. ↑  (fr) [PDF] la feuille de match
9. ↑  (fr) [PDF] la feuille du match
10. ↑  (fr) [PDF] la feuille du match
11. ↑  (fr) [PDF] la feuille du match
12. ↑  (lv) la feuille de match
13. ↑  (lv) la feuille de match
14. ↑  (lv) la feuille de match
15. ↑  (fr) actu FFBB
16. ↑  (fr) actu FFBB
17. 1 2 3  Non retenue pour l'Eurobasket, (fr) choix de l'entraîneur, 30 août
18. ↑  Non retenue (blessée) pour l'Eurobasket
19. 1 2 3  Non retenue pour l'Eurobasket, (fr) choix de l'entraîneur, 12 août